# Nacaduba sumbawa
Nacaduba sumbawa är en fjärilsart som beskrevs av Tite 1963. Nacaduba sumbawa ingår i släktet Nacaduba och familjen juvelvingar. Inga underarter finns listade i Catalogue of Life.